# El príncep i la corista
El príncep i la corista (títol original en anglès: The Prince and the Showgirl) és una pel·lícula anglo-americana de Laurence Olivier estrenada el 1957. Ha estat doblada al català

## Argument
Londres, juny de 1911. Jordi V serà coronat rei el 22 de juny i les personalitats arriben des del món sencer. Entre elles, el futur rei Nicolas de Carpàtia i el regent, el seu pare, el Gran Duc Carles, un vidu. Diplomàtics britànics discuteixen d'aquest petit regne tanmateix en el centre de nombroses discussions sobre el futur d'Europa en aquest període de tensions: s'unirà als països de l'oest d'Europa com el Regne Unit i França o més aviat a l'aliança al voltant de l'emperador Guillem II ? Cal allargar la seva estada a Londres i així el diplomàtic Northbrook és assignat al seu servei.
Charles, molt sobre el protocol i el respecte que li és degut, assistirà a una representació d'un espectacle de cabaret, The coconut girl . Es fa presentar la tropa, de la qual forma part la ballarina Elsie Marina. Alguns instants més tard, aquesta rep una invitació del Gran Duc per a un ressopó. Es prepara, alegrant-se de trobar-hi ple de gent.
Arribada a l'ambaixada càrpata, comprèn que serà en conversa privada amb Charles, cosa que no desitja. Northbrook la persuadeix de quedar-se. A l'àpat, Charles es comporta com un conquistador despectiu i individual i no s'ocupa de la seva convidada: el que l'interessa, és manifestament posseir-la, i ràpidament. Està tanmateix desconcertat per aquesta dona que no espera autorització de dirigir-li la paraula, que el posa a lloc i que el vexa. Finalment, una bretxa s'obre i s'abracen. Elsie confia fins i tot a enamorar-se, però passarà amb tot la nit sola en una cambra de l'ambaixada.
L'endemà, es poden copsar tensions d'ordre polític entre Charles i el seu fill, rei als divuit mesos. La ballarina Elsie és sempre allà, cosa que no alegra Charles. En absència d'aquest últim, Nicolas demana a Elsie que truqui a un número de telèfon: sent llavors una discussió en alemany sobre una mena de complot contra el regent però promet no revelar res. Un quid pro quo permet a Elsie de ser convidada per la reina vídua, la sogra de Charles i àvia de Nicolas, a la cerimònia del coronació que tindrà lloc el mateix dia. Durant el trajecte, Charles esbossa el seu primer somriure per les intencions d'Elsie i, a l'abadia, s'intercanvien mirades a distància.
A l'ambaixada després de la cerimònia, mentre que es prepara per entrar a casa seva, un segon quid pro quo el porta a ser convidada per Nicolas a una recepció el mateix vespre. Mentrestant, Charles ha descobert que alguna cosa es trama contra ell. A aquest ball on balla amb Charles, elsie sembla igualment maquinar amb el jove rei. De tornada a l'ambaixada en la nit, sermoneja Charles i li indica que ha aconseguit fer raonar Nicolas en el seu desig de prendre el poder polític més ràpidament que el previst. Charles és conscient d'aquest avantatge polític sobtat i queda impressionat per l'acció d'Elsie. Es deixa seduir i passen la nit junts.
La nit i els esdeveniments han canviat Charles que es comporta de forma diferent amb tothom: és l'amor que parla. Les seves obligacions li recorden no obstant això a Carpatia però té amb tot temps d'ordenar fer passaport per a Elsie. Ella i Charles es diuen adéu, sense saber si no continuarà sent més que una promesa...

## Repartiment
- Marilyn Monroe: Elsie Marina
- Laurence Olivier: Charles, el Grand-Duc i regent
- Sybil Thorndike: La reine-mare
- Richard Wattis: Northbrook
- Jeremy Spenser: El Rei Nicolas
- Esmond Knight: Hoffman

## Premis i nominacions

### Premis
- 1957: National Board of Review a la millor actriu secundària per Sybil Thorndike
- 1958: David di Donatello a la millor actriu per Marilyn Monroe
- 1958: L'Étoile de Cristal (Académie française du cinema): millor actriu, Marilyn Monroe

### Nominacions
- 1958: BAFTA a la millor pel·lícula
- 1958: BAFTA a la millor actriu per Marilyn Monroe
- 1958: BAFTA al millor actor per Laurence Olivier
- 1958: BAFTA al millor guió per Terence Rattigan
- 1958: Laurel Awards a la millor actriu per Marilyn Monroe

### Al voltant de la pel·lícula
- Aquest país imaginari que és Carpàtia es troba en alguna part entre els Carpats orientals i els Carpats meridionals de l'actual Romania, en els confins de l'Imperi Austrohongarès de l'època que precedeix la Primera Guerra mundial.

### Marilyn Monroe

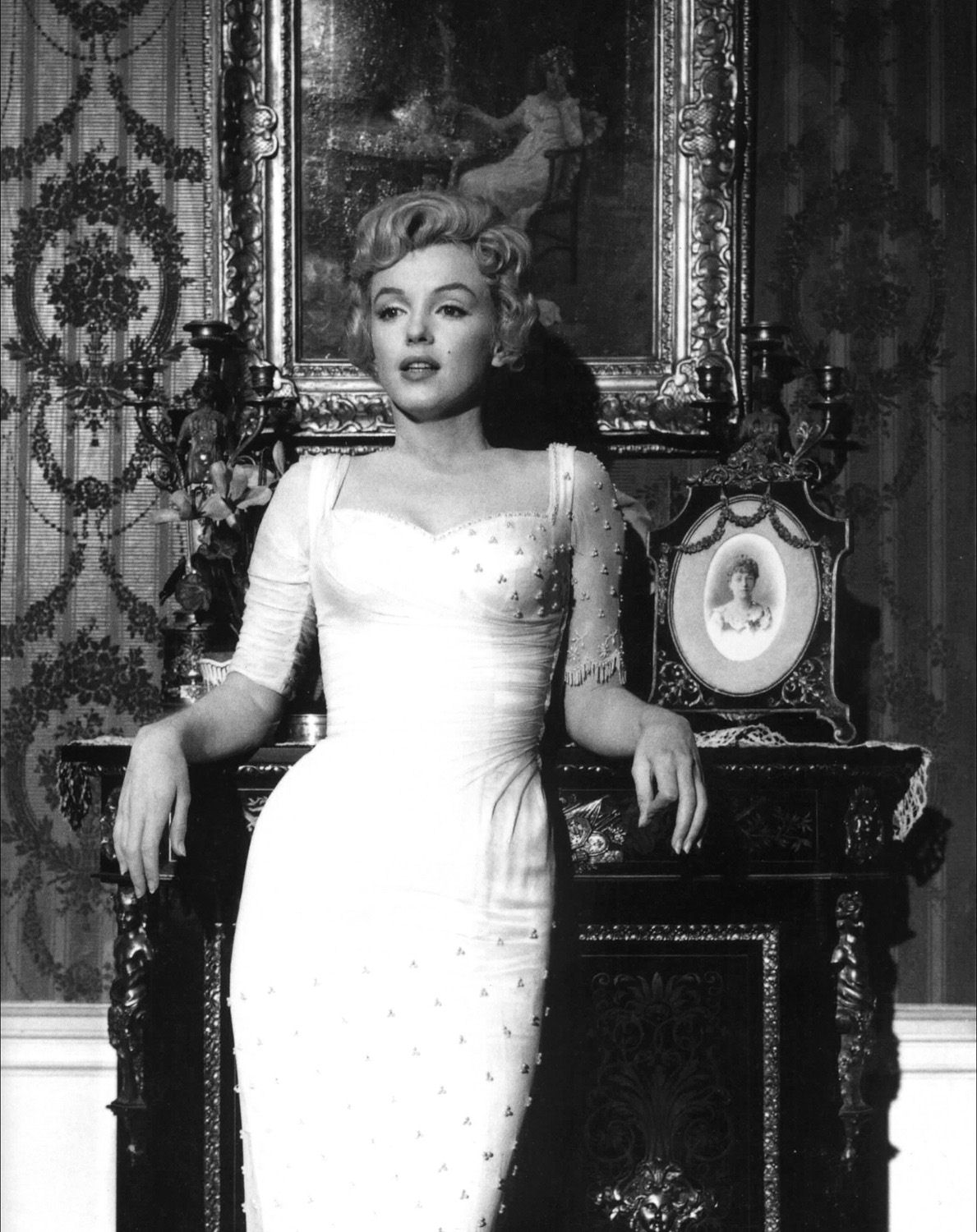
Marilyn Monroe a la pel·lícula

Ja una gran estrella, Marilyn Monroe és al primer lloc dels crèdits del seu 26è film que va coproduir.
Interpreta una jove ballarina americana (que sempre diu Gosh!) de segona fila que treballa a Londres, sota el nom d'escena Elsie Marina, però el verdader nom de la qual és Elsie Stolzenburg (literalment: castell orgullós). Interpreta un personatge en principi ingenu i no per força molt cultivat que després resulta ser molt més maligne, no tenint pèls a la llengua. Marilyn té els cabells llargs però pentinats al darrere, sense formar monyo. Sorpresa, porta durant tota la pel·lícula la mateixa vestimenta. Marilyn ocupa la pantalla de manera quasi omnipresent.